# المدورة (النادرة)

تعديل مصدري - تعديل

المدورة هي إحدى قرى عزلة حدة بمديرية النادرة التابعة لمحافظة إب، بلغ تعداد سكانها 220 نسمة حسب تعداد اليمن لعام 2004.